# 6515 Giannigalli
6515 Giannigalli este un asteroid din centura principală, descoperit pe 16 iunie 1988, de Eleanor Helin.